# کیندربویرن
کیندربویرن (به آلمانی: Kinderbeuern) یک شهر در آلمان است که در برنکاستل-ویتلیش واقع شده‌است. کیندربویرن ۱٬۰۹۹ نفر جمعیت دارد.